# UCI-Cyclocross-Saison 2013/14
Die Cyclocross-Saison 2013/2014 begann am 7. September 2013 für die im UCI-Kalender kategorisierten Rennen und besteht aus den Rennen des Weltcups (CDM) sowie den Kategorien C1 und C2. Neben den UCI-Weltcuprennen gibt es weitere Rennserien, für die jeweils ein Gesamtsieger ermittelt wird. Die neben dem UCI-Weltcup höchstwertigsten Rennserien sind derzeit in Belgien beheimatet, und zwar die „bpost bank trofee“ (Namens-/Sponsorwechsel 2013 – vormals GvA Trofee), sowie der „Superprestige“. Daneben gibt es nationale Rennserien, z. B. der Deutschland-Cup.

## Gesamtstand

### UCI-Ranking
(Endstand)
| Platz | Fahrer               |                    | Punkte |
| ----- | -------------------- | ------------------ | ------ |
| 1.    | Lars van der Haar    | Niederlande        | 1771   |
| 2.    | Sven Nys             | Belgien            | 1638   |
| 3.    | Niels Albert         | Belgien            | 1488   |
| 4.    | Kevin Pauwels        | Belgien            | 1462   |
| 5.    | Philipp Walsleben    | Deutschland        | 1454   |
| 6.    | Tom Meeusen          | Belgien            | 1414   |
| 7.    | Francis Mourey       | Frankreich         | 1388   |
| 8.    | Mathieu van der Poel | Niederlande        | 1326   |
| 9.    | Klaas Vantornout     | Belgien            | 1324   |
| 10.   | Wout van Aert        | Belgien            | 1134   |
| 11.   | Rob Peeters          | Belgien            | 1048   |
| 12.   | Thijs van Amerongen  | Niederlande        | 884    |
| 13.   | Enrico Franzoi       | Italien            | 780    |
| 14.   | Bart Aernouts        | Belgien            | 738    |
| 15.   | Jeremy Powers        | Vereinigte Staaten | 728    |
| 16.   | Corné van Kessel     | Niederlande        | 722    |
| 17.   | Martin Bína          | Tschechien         | 717    |
| 18.   | Zdeněk Štybar        | Tschechien         | 710    |
| 19.   | Wietse Bosmans       | Belgien            | 606    |
| 20.   | Marcel Meisen        | Deutschland        | 591    |
|       | …                    |                    |        |
| 23.   | Marcel Wildhaber     | Schweiz            | 581    |
| 74.   | Christian Helmig     | Luxemburg          | 201    |
| 90.   | Daniel Geismayr      | Osterreich         | 149    |

| Platz | Nation                 | Punkte |
| ----- | ---------------------- | ------ |
| 1.    | Belgien                | 4588   |
| 2.    | Niederlande            | 3981   |
| 3.    | Deutschland            | 2461   |
| 4.    | Frankreich             | 2023   |
| 5.    | Tschechien             | 1836   |
| 6.    | Vereinigte Staaten     | 1817   |
| 7.    | Schweiz                | 1575   |
| 8.    | Italien                | 1116   |
| 9.    | Spanien                | 885    |
| 10.   | Slowakei               | 856    |
| 11.   | Vereinigtes Königreich | 779    |
| 12.   | Kanada                 | 614    |
| 13.   | Polen                  | 567    |
| 14.   | Japan                  | 464    |
| 15.   | Dänemark               | 413    |
| 16.   | Luxemburg              | 301    |
| 17.   | Ungarn                 | 270    |
| 18.   | Portugal               | 260    |
| 18.   | Irland                 | 260    |
| 20.   | Australien             | 260    |
| 21.   | Österreich             | 249    |

| Platz | Nation (U23)           | Punkte |
| ----- | ---------------------- | ------ |
| 1.    | Belgien                | 2266   |
| 2.    | Niederlande            | 1986   |
| 3.    | Tschechien             | 803    |
| 4.    | Frankreich             | 644    |
| 5.    | Vereinigte Staaten     | 642    |
| 6.    | Vereinigtes Königreich | 313    |
| 7.    | Spanien                | 287    |
| 8.    | Kanada                 | 283    |
| 9.    | Schweiz                | 249    |
| 10.   | Italien                | 237    |
| 11.   | Japan                  | 234    |
| 12.   | Deutschland            | 226    |
| 13.   | Polen                  | 220    |
| 14.   | Ungarn                 | 200    |
| 15.   | Irland                 | 200    |
| 16.   | Portugal               | 200    |
| 17.   | Australien             | 200    |
| 18.   | Dänemark               | 151    |
| 19.   | Luxemburg              | 110    |
| 20.   | Kroatien               | 75     |

### Weltcup-Wertung
(Stand: 26. Januar 2014)
| Platz | Fahrer              |             | Punkte |
| ----- | ------------------- | ----------- | ------ |
| 1.    | Lars van der Haar   | Niederlande | 467    |
| 2.    | Philipp Walsleben   | Deutschland | 409    |
| 3.    | Niels Albert        | Belgien     | 392    |
| 4.    | Kevin Pauwels       | Belgien     | 363    |
| 5.    | Francis Mourey      | Frankreich  | 340    |
| 6.    | Klaas Vantornout    | Belgien     | 321    |
| 7.    | Tom Meeusen         | Belgien     | 309    |
| 8.    | Bart Aernouts       | Belgien     | 308    |
| 9.    | Rob Peeters         | Belgien     | 294    |
| 10.   | Thijs van Amerongen | Niederlande | 279    |
|       | …                   |             |        |
| 17.   | Marcel Wildhaber    | Schweiz     | 214    |
| 56.   | Christian Helmig    | Luxemburg   | 31     |
| 71.   | Daniel Geismayr     | Osterreich  | 17     |

| Platz | Fahrer (U23)           |             | Punkte |
| ----- | ---------------------- | ----------- | ------ |
| 1.    | Mathieu van der Poel   | Niederlande | 385    |
| 2.    | Wout van Aert          | Belgien     | 331    |
| 3.    | Laurens Sweeck         | Belgien     | 232    |
| 4.    | Gianni Vermeersch      | Belgien     | 214    |
| 5.    | Tim Merlier            | Belgien     | 187    |
| 6.    | Michael Vanthourenhout | Belgien     | 185    |
| 7.    | David van der Poel     | Niederlande | 182    |
| 8.    | Mike Teunissen         | Niederlande | 174    |
| 9.    | Stan Godrie            | Niederlande | 162    |
| 10.   | Jens Adams             | Belgien     | 158    |
|       | …                      |             |        |
| 28.   | Fabian Lienhard        | Schweiz     | 42     |
| 38.   | Felix Drumm            | Deutschland | 18     |
| 52.   | Massimo Morabito       | Luxemburg   | 1      |

## Kalender

### September
|     |                     | Rennen                                         | Kat. |                    | Sieger            | Team                      |
| --- | ------------------- | ---------------------------------------------- | ---- | ------------------ | ----------------- | ------------------------- |
| 7.  | Vereinigte Staaten  | Nittany Lion Cross 1, Breinigsville            | C2   | Vereinigte Staaten | Todd Wells        | Specialized               |
| 8.  | Vereinigte Staaten  | Nittany Lion Cross 2, Breinigsville            | C2   | Vereinigte Staaten | Todd Wells        | Specialized               |
| 14. | Vereinigte Staaten  | Catamount Grand Prix 1, Williston              | C2   | Vereinigte Staaten | Timothy Johnson   | Cannondale-Cyclocross.com |
| 14. | Vereinigte Staaten  | StarCrossed, Redmond                           | C2   | Vereinigte Staaten | Jeremy Powers     | Rapha-Focus               |
| 15. | Schweiz             | Süpercross Baden, Baden                        | C1   | Deutschland        | Philipp Walsleben | BKCP-Powerplus            |
| 15. | Vereinigte Staaten  | Catamount Grand Prix 2, Williston              | C2   | Kanada             | Raphaël Gagné     | Rocky Mountain Factory    |
| 15. | Belgien             | Steenbergcross, Erpe-Mere                      | C2   | Belgien            | Niels Albert      | BKCP-Powerplus            |
| 18. | Vereinigte Staaten  | CrossVegas, Las Vegas                          | C1   | Belgien            | Sven Nys          | Crelan-Euphony            |
| 21. | China Volksrepublik | China International Cyclocross Event, Yanqing  | C2   | Niederlande        | Thijs Al          | Telenet-Fidea             |
| 21. | Vereinigte Staaten  | Charm City Cross 1, Baltimore                  | C2   | Vereinigte Staaten | Jonathan Page     | ENG VT                    |
| 21. | Vereinigte Staaten  | Trek Cyclocross Collective Cup 1, Waterloo     | C2   | Vereinigte Staaten | Jeremy Powers     | Rapha-Focus               |
| 22. | Vereinigte Staaten  | Charm City Cross 2, Baltimore                  | C2   | Vereinigte Staaten | Stephen Hyde      | JAM Fund/NCC              |
| 22. | Vereinigte Staaten  | Trek Cyclocross Collective Cup 2, Waterloo     | C2   | Vereinigte Staaten | Daniel Summerhill | K-Edge/Felt Bicycles      |
| 28. | Tschechien          | TOI TOI Cup, Uničov                            | C2   | Tschechien         | Jakub Skála       | ČEZ Cyklo Team Tábor      |
| 28. | Belgien             | Grote Prijs Neerpelt, Neerpelt                 | C2   | Belgien            | Niels Albert      | BKCP-Powerplus            |
| 28. | Vereinigte Staaten  | NEPCX – Grand Prix of Gloucester 1, Gloucester | C2   | Vereinigte Staaten | Jeremy Powers     | Rapha-Focus               |
| 29. | Vereinigte Staaten  | NEPCX – Grand Prix of Gloucester 2, Gloucester | C2   | Vereinigte Staaten | Jeremy Powers     | Rapha-Focus               |

### Oktober
|     |                        | Rennen                                                              | Kat. |                        | Sieger                 | Team                               |
| --- | ---------------------- | ------------------------------------------------------------------- | ---- | ---------------------- | ---------------------- | ---------------------------------- |
| 5.  | Slowakei               | International Cyclocross Finančné Centrum, Udiča-Prosné             | C2   | Spanien                | Egoitz Murgoitio       | Grupo Hirumet Taldea               |
| 5.  | Tschechien             | TOI TOI Cup, Kutná Hora                                             | C2   | Tschechien             | Ondřej Bambula         | ČEZ Cyklo Team Tábor               |
| 5.  | Vereinigte Staaten     | Providence Cyclocross Festival 1, Providence                        | C1   | Vereinigte Staaten     | Jeremy Powers          | Rapha-Focus                        |
| 6.  | Schweiz                | Crossquer Dielsdorf, Dielsdorf                                      | C2   | Niederlande            | Lars van der Haar      | Rabobank Development Team          |
| 6.  | Slowakei               | International Cyclocross Marikovská Dolina, Udiča-Prosné            | C1   | Tschechien             | Ondřej Bambula         | ČEZ Cyklo Team Tábor               |
| 6.  | Vereinigte Staaten     | Providence Cyclocross Festival 2, Providence                        | C2   | Belgien                | Ben Berden             | Raleigh-Clement                    |
| 12. | Belgien                | Grand Prix de la Région Wallonne, Dottignies                        | C2   | Deutschland            | Marcel Meisen          | Kwadro-Stannah Cycling Team        |
| 12. | Niederlande            | Grote Prijs van Brabant, ’s-Hertogenbosch                           | C2   | Belgien                | Tom Meeusen            | Telenet-Fidea                      |
| 12. | Tschechien             | Toi Toi Cup, Milovice                                               | C2   | Tschechien             | Tomáš Paprstka         | Remerx-Merida Team Kolín           |
| 12. | Vereinigte Staaten     | Colorado Cross Classic, Boulder                                     | C2   | Vereinigte Staaten     | Ryan Trebon            | Cannondale-Cyclocross.com          |
| 13. | Frankreich             | Challenge National 1ère Epreuve, Saint-Étienne-lès-Remiremont       | C2   | Frankreich             | Francis Mourey         | FDJ.fr                             |
| 13. | Frankreich             | Challenge National 1ère Epreuve, Saint-Étienne-lès-Remiremont (U23) | CU   | Frankreich             | Clément Venturini      | Vulco-VC Vaulx-en-Velin            |
| 13. | Schweiz                | GP-5-Sterne-Region, Beromünster                                     | C2   | Schweiz                | Marcel Wildhaber       | SCOTT-Swisspower                   |
| 13. | Vereinigtes Konigreich | National Trophy Series Round 1, Abergavenny                         | C2   | Vereinigtes Konigreich | Paul Oldham            | Hope Factory Racing                |
| 13. | Belgien                | bpost bank Trofee – GP Mario De Clercq, Ronse-Kluisbergen           | C1   | Belgien                | Sven Nys               | Crelan-Euphony                     |
| 13. | Belgien                | bpost bank Trofee – GP Mario De Clercq, Ronse-Kluisbergen (U23)     | CU   | Niederlande            | Mathieu van der Poel   | Enertherm-BKCP                     |
| 13. | Vereinigte Staaten     | Boulder Cup, Boulder                                                | C2   | Vereinigte Staaten     | Jeremy Powers          | Rapha-Focus                        |
| 17. | Belgien                | Kermiscross, Ardooie                                                | C2   | Belgien                | Klaas Vantornout       | Sunweb-Napoleon Games Cycling Team |
| 19. | Vereinigte Staaten     | Ellison Park Cyclocross 1, Rochester                                | C2   | Kanada                 | Raphaël Gagné          | Rocky Mountain Factory Tea         |
| 20. | Vereinigte Staaten     | Ellison Park Cyclocross 2, Rochester                                | C2   | Kanada                 | Raphaël Gagné          | Rocky Mountain Factory Team        |
| 20. | Finnland               | Finnische Meisterschaft, Lieto                                      | CN   | Finnland               | Samuel Pökälä          |                                    |
| 21. | Niederlande            | UCI-Weltcup, Valkenburg                                             | CDM  | Niederlande            | Lars van der Haar      | Rabobank Development Team          |
| 21. | Niederlande            | UCI-Weltcup, Valkenburg (U23)                                       | CDM  | Belgien                | Michael Vanthourenhout | Belgien                            |
| 22. | Niederlande            | Nacht van Woerden, Woerden                                          | C2   | Deutschland            | Marcel Meisen          | Kwadro-Stannah Cycling Team        |
| 26. | Tschechien             | UCI-Weltcup, Tábor                                                  | CDM  | Niederlande            | Lars van der Haar      | Rabobank Development Team          |
| 26. | Tschechien             | UCI-Weltcup, Tábor (U23)                                            | CDM  | Niederlande            | Mathieu van der Poel   | Niederlande                        |
| 26. | Vereinigte Staaten     | Gateway Cross Cup 1, St. Louis                                      | C2   | Belgien                | Ben Berden             | Raleigh-Clement                    |
| 27. | Belgien                | Superprestige Ruddervoorde, Ruddervoorde                            | C1   | Belgien                | Klaas Vantornout       | Sunweb-Napoleon Games Cycling Team |
| 27. | Belgien                | Superprestige Ruddervoorde, Ruddervoorde (U23)                      | CU   | Niederlande            | Mathieu van der Poel   | Enertherm-BKCP                     |
| 27. | Schweiz                | Internationales Radquer Steinmaur, Steinmaur                        | C2   | Frankreich             | Francis Mourey         | FDJ.fr                             |
| 27. | Spanien                | Cyclocross de Karrantza, Karrantza                                  | C2   | Spanien                | Aitor Hernández        | Specialized-Garmar                 |
| 27. | Luxemburg              | Grand Prix de la Commune de Contern, Contern                        | C2   | Belgien                | Patrick Gaudy          | Blancs Gilets-Baracuda             |
| 27. | Vereinigte Staaten     | Gateway Cross Cup 2, St. Louis                                      | C2   | Belgien                | Ben Berden             | Raleigh-Clement                    |

### November
|     |                        | Rennen                                                       | Kat. |                        | Sieger                 | Team                           |
| --- | ---------------------- | ------------------------------------------------------------ | ---- | ---------------------- | ---------------------- | ------------------------------ |
| 1.  | Belgien                | bpost bank Trofee – Koppenbergcross, Oudenaarde-Melden       | C1   | Belgien                | Tom Meeusen            | Telenet-Fidea                  |
| 1.  | Belgien                | bpost bank Trofee – Koppenbergcross, Oudenaarde-Melden (U23) | CU   | Belgien                | Laurens Sweeck         | Landbouwkrediet-KDL            |
| 1.  | Frankreich             | Cyclo-Cross International de Marle, Marle                    | C2   | Frankreich             | Francis Mourey         | FDJ.fr                         |
| 1.  | Vereinigte Staaten     | Darkhorse Cyclo-Stampede, Covington                          | C2   | Vereinigte Staaten     | Ryan Trebon            | Cannondale-Cyclocrossworld.com |
| 2.  | Vereinigte Staaten     | Lionhearts International – Cross after Dark, Mason           | C1   | Vereinigte Staaten     | Timothy Johnson        | Cannondale-Cyclocrossworld.com |
| 2.  | Vereinigte Staaten     | NEPCX – The Cycle-Smart International 1, Northampton         | C2   | Kanada                 | Raphaël Gagné          | Rocky Mountain Factory Team    |
| 3.  | Belgien                | Superprestige Zonhoven, Zonhoven                             | C1   | Belgien                | Sven Nys               | Crelan-Euphony                 |
| 3.  | Belgien                | Superprestige Zonhoven, Zonhoven (U23)                       | CU   | Niederlande            | Mike Teunissen         | Rabobank Development Team      |
| 3.  | Osterreich             | Int. Radquerfeldein GP Lambach, Stadl-Paura                  | C2   | Italien                | Enrico Franzoi         | Selle Italia-Guerciotti        |
| 3.  | Vereinigtes Konigreich | National Trophy Series Round 2, Southampton                  | C2   | Vereinigtes Konigreich | Paul Oldham            | Hope Factory Racing            |
| 3.  | Tschechien             | U23-Europameisterschaften, Mladá Boleslav                    | CC   | Belgien                | Michael Vanthourenhout | Belgien                        |
| 3.  | Vereinigte Staaten     | NEPCX – The Cycle-Smart International 2, Northampton         | C2   | Vereinigte Staaten     | Shawn Milne            | Keough Cyclocross-Felt Bicycle |
| 3.  | Vereinigte Staaten     | Harbin Park International, Cincinnati                        | C2   | Vereinigte Staaten     | Timothy Johnson        | Cannondale-Cyclocrossworld.com |
| 9.  | Tschechien             | Toi Toi Cup, Hlinsko v Čechách                               | C2   | Tschechien             | Michael Boroš          | ČEZ Cyklo Team Tábor           |
| 9.  | Deutschland            | Internationales Cross Wochenende Wiesbaden, Wiesbaden        | C2   | Frankreich             | Francis Mourey         | FDJ.fr                         |
| 9.  | Vereinigte Staaten     | Derby City Cup 1, Louisville                                 | C1   | Vereinigte Staaten     | Ryan Trebon            | Cannondale-Cyclocrossworld.com |
| 10. | Belgien                | Superprestige Hamme-Zogge, Hamme-Zogge                       | C1   | Belgien                | Niels Albert           | BKCP-Powerplus                 |
| 10. | Belgien                | Superprestige Hamme-Zogge, Hamme-Zogge (U23)                 | CU   | Niederlande            | Mathieu van der Poel   | Enertherm-BKCP                 |
| 10. | Deutschland            | City Cross Cup, Lorsch                                       | C1   | Frankreich             | Francis Mourey         | FDJ.fr                         |
| 10. | Slowakei               | Cyclocross International Podbrezová, Podbrezová              | C2   | Slowakei               | Martin Haring          | CK Banská Bystrica             |
| 10. | Schweiz                | Cyclocross International Rennaz, Rennaz                      | C2   | Frankreich             | Clément Venturini      | Vulco-VC Vaulx-en-Velin        |
| 10. | Vereinigte Staaten     | Derby City Cup 2, Louisville                                 | C2   | Vereinigte Staaten     | Jeremy Powers          | Rapha-Focus                    |
| 10. | Vereinigte Staaten     | HPCX, Jamesburg                                              | C2   | Vereinigte Staaten     | Cameron Dodge          | Team Skyline-Scott Bikes       |
| 11. | Belgien                | Jaarmarktcross Niel, Niel                                    | C2   | Belgien                | Sven Nys               | Crelan-Euphony                 |
| 15. | Vereinigte Staaten     | The Jingle Cross Rock – Rock 1, Iowa City                    | C2   | Vereinigte Staaten     | Jeremy Powers          | Rapha-Focus                    |
| 16. | Japan                  | Shinshu Cyclocross Nobeyama Kogen Round 1, Nagano            | C2   | Japan                  | Yu Takenouchi          | Colba-Superano Ham             |
| 16. | Japan                  | Shinshu Cyclocross Nobeyama Kogen Round 1, Nagano (U23)      | CU   | Japan                  | Kōta Yokoyama          | Shinonoi High School           |
| 16. | Belgien                | bpost bank Trofee – Grote Prijs van Hasselt, Hasselt         | C1   | Belgien                | Sven Nys               | Crelan-Euphony                 |
| 16. | Belgien                | bpost bank Trofee – Grote Prijs van Hasselt, Hasselt (U23)   | CU   | Belgien                | Wout van Aert          | Telenet-Fidea                  |
| 16. | Tschechien             | TOI TOI Cup, Holé Vrchy                                      | C2   | Tschechien             | Vojtěch Nipl           | Focus Cycling Znojmo           |
| 16. | Vereinigte Staaten     | The Jingle Cross Rock – Rock 2, Iowa City                    | C2   | Vereinigte Staaten     | Jeremy Powers          | Rapha-Focus                    |
| 16. | Schweden               | Schwedische Meisterschaft, Stockholm                         | CN   | Schweden               | Calle Friberg          | CK Valhall                     |
| 17. | Japan                  | Shinshu Cyclocross Nobeyama Kogen Round 2, Nagano            | C2   | Japan                  | Yu Takenouchi          | Colba-Superano Ham             |
| 17. | Japan                  | Shinshu Cyclocross Nobeyama Kogen Round 2, Nagano (U23)      | CU   | Japan                  | Kōta Yokoyama          | Shinonoi High School           |
| 17. | Belgien                | Superprestige Gavere, Gavere                                 | C1   | Belgien                | Sven Nys               | Crelan-Euphony                 |
| 17. | Belgien                | Superprestige Gavere, Gavere (U23)                           | CU   | Belgien                | Wout van Aert          | Telenet-Fidea                  |
| 17. | Frankreich             | Challenge National 2ème Epreuve, Quelneuc                    | C2   | Frankreich             | Francis Mourey         | FDJ.fr                         |
| 17. | Frankreich             | Challenge National 2ème Epreuve, Quelneuc (U23)              | CU   | Frankreich             | Clément Venturini      | Vulco-VC Vaulx-en-Velin        |
| 17. | Schweiz                | Flückiger Cross, Madiswil                                    | C2   | Schweiz                | Lukas Flückiger        | BMC Racing Team                |
| 17. | Vereinigtes Konigreich | National Trophy Series Round 3, Durham                       | C2   | Vereinigtes Konigreich | Paul Oldham            | Hope Factory Racing            |
| 17. | Vereinigte Staaten     | The Jingle Cross Rock – Rock 3, Iowa City                    | C1   | Vereinigte Staaten     | Timothy Johnson        | Cannondale-Cyclocrossworld.com |
| 23. | Belgien                | UCI-Weltcup, Koksijde                                        | CDM  | Belgien                | Niels Albert           | BKCP-Powerplus                 |
| 23. | Belgien                | UCI-Weltcup, Koksijde (U23)                                  | CDM  | Niederlande            | Mathieu van der Poel   | Niederlande                    |
| 23. | Vereinigte Staaten     | Super Cross Cup 1, Stony Point                               | C2   | Vereinigte Staaten     | Timothy Johnson        | Cannondale-Cyclocrossworld.com |
| 24. | Niederlande            | Superprestige Gieten, Gieten                                 | C1   | Belgien                | Niels Albert           | BKCP-Powerplus                 |
| 24. | Niederlande            | Superprestige Gieten, Gieten (U23)                           | CU   | Niederlande            | Mathieu van der Poel   | Enertherm-BKCP                 |
| 24. | Schweiz                | Internationales Radquer Hittnau, Hittnau                     | C1   | Italien                | Enrico Franzoi         | Selle Italia Guerciotti        |
| 24. | Japan                  | Kansai Cyclocross Yasu Round, Yasu                           | C2   | Japan                  | Yu Takenouchi          | Colba-Superano Ham             |
| 24. | Vereinigte Staaten     | Super Cross Cup 2, Stony Point                               | C2   | Vereinigte Staaten     | Timothy Johnson        | Cannondale-Cyclocrossworld.com |
| 30. | Vereinigte Staaten     | CXLA Weekend: Day 1 – Cross after Dark, Los Angeles          | C2   | Vereinigte Staaten     | Ryan Trebon            | Cannondale-Cyclocrossworld.com |
| 30. | Vereinigte Staaten     | Baystate Cyclocross, Sterling                                | C2   | Vereinigte Staaten     | Jeremy Powers          | Rapha-Focus                    |
| 30. | Kanada                 | Kanadische Meisterschaft, Surrey                             | CN   | Kanada                 | Geoff Kabush           | Scott-3Rox Racing              |
| 30. | Kanada                 | Kanadische Meisterschaft, Surrey (U23)                       | CN   | Kanada                 | Michael Van den Ham    | Cycle-Smart Can                |

### Dezember
|     |                        | Rennen                                                   | Kat. |                        | Sieger               | Team                               |
| --- | ---------------------- | -------------------------------------------------------- | ---- | ---------------------- | -------------------- | ---------------------------------- |
| 1.  | Polen                  | Bryksy Cross, Gościęcin                                  | C2   | Slowakei               | Róbert Gavenda       | Dukla Trenčín Trek                 |
| 1.  | Schweiz                | Cyclocross Sion-Valais, Sitten                           | C2   | Schweiz                | Julien Taramarcaz    | Kwadro-Stannah Cycling Team        |
| 1.  | Vereinigtes Konigreich | National Trophy Series Round 4, Milton Keynes            | C2   | Vereinigtes Konigreich | Ian Field            | Hargroves Cycles                   |
| 1.  | Osterreich             | Tage des Querfeldeinsports, Ternitz                      | C2   | Slowakei               | Martin Haring        | CK Banská Bystrica                 |
| 1.  | Vereinigte Staaten     | Baystate Cyclocross – NECX, Sterling                     | C2   | Vereinigte Staaten     | Jeremy Durrin        | Optum-Kelly Benefit Strategies     |
| 1.  | Kanada                 | BC Grand Prix of Cyclocross, Surrey                      | C2   | Kanada                 | Geoff Kabush         | Scott-3Rox Racing                  |
| 1.  | Vereinigte Staaten     | CXLA Weekend: Day 2, Los Angeles                         | C2   | Belgien                | Ben Berden           | Raleigh-Clement                    |
| 7.  | Belgien                | Scheldecross, Antwerpen                                  | C1   | Belgien                | Niels Albert         | BKCP-Powerplus                     |
| 7.  | Vereinigte Staaten     | Deschutes Brewery Cup, Bend                              | C1   | Vereinigte Staaten     | Timothy Johnson      | Cannondale-Cyclocrossworld.com     |
| 7.  | Tschechien             | TOI TOI Cup, Kolín                                       | C2   | Tschechien             | Tomáš Paprstka       | Remerx-Merida Team Kolín           |
| 7.  | Vereinigte Staaten     | NEPCX – NBX Grand Prix of Cross – Day 1, Warwick         | C2   | Vereinigte Staaten     | Justin Lindine       | Redline-NBX                        |
| 8.  | Belgien                | Vlaamse Druivencross, Overijse                           | C1   | Belgien                | Sven Nys             | Crelan-Euphony                     |
| 8.  | Spanien                | Ziklokross Igorre                                        | C2   | Spanien                | Aitor Hernández      | Specialized-Garmar                 |
| 8.  | Italien                | Ciclocross del Ponte                                     | C2   | Frankreich             | Francis Mourey       | FDJ.fr                             |
| 8.  | Vereinigte Staaten     | NEPCX – NBX Grand Prix of Cross – Day 2, Warwick         | C2   | Vereinigte Staaten     | Shawn Milne          | Keough Cyclocross                  |
| 8.  | Japan                  | Japanische Meisterschaft                                 | CN   | Japan                  | Yu Takenouchi        | Colba-Superano Ham                 |
| 14. | Tschechien             | Toi Toi Cup, Slaný                                       | C2   | Tschechien             | Michael Boroš        | ČEZ Cyklo Team Tábor               |
| 14. | Vereinigte Staaten     | North Carolina Grand Prix – Race 1, Hendersonville       | C2   | Vereinigte Staaten     | Jeremy Powers        | Rapha-Focus                        |
| 15. | Belgien                | Vlaamse Industrieprijs Bosduin, Kalmthout                | C1   | Belgien                | Kevin Pauwels        | Sunweb-Napoleon Games Cycling Team |
| 15. | Belgien                | Vlaamse Industrieprijs Bosduin, Kalmthout (U23)          | CU   | Niederlande            | Mathieu van der Poel | Enertherm-BKCP                     |
| 15. | Vereinigtes Konigreich | National Trophy Series Round 5, Bradford                 | C2   | Vereinigtes Konigreich | Ian Field            | Hargroves Cycles                   |
| 15. | Spanien                | Cyclo-cross International Ciudad de Valencia, Valencia   | C2   | Spanien                | Aitor Hernández      | Specialized-Garmar                 |
| 15. | Vereinigte Staaten     | North Carolina Grand Prix – Race 2, Hendersonville       | C2   | Vereinigte Staaten     | Jeremy Powers        | Rapha-Focus                        |
| 15. | Slowakei               | Slowakische Meisterschaft, Bánovce nad Bebravou          | CN   | Slowakei               | Martin Haring        | CK Banská Bystrica                 |
| 18. | Belgien                | Cyclocross van het Waasland, Sint-Niklaas                | C2   | Belgien                | Niels Albert         | BKCP-Powerplus                     |
| 21. | Belgien                | bpost bank Trofee – Grote Prijs Rouwmoer, Essen          | C1   | Belgien                | Kevin Pauwels        | Sunweb-Napoleon Games Cycling Team |
| 21. | Belgien                | bpost bank Trofee – Grote Prijs Rouwmoer, Essen (U23)    | CU   | Belgien                | Wout van Aert        | Telenet-Fidea                      |
| 22. | Belgien                | UCI-Weltcup, Namur                                       | CDM  | Frankreich             | Francis Mourey       | FDJ.fr                             |
| 22. | Belgien                | UCI-Weltcup, Namur (U23)                                 | CDM  | Belgien                | Wout van Aert        | Belgien                            |
| 26. | Belgien                | UCI-Weltcup, Heusden-Zolder                              | CDM  | Niederlande            | Lars van der Haar    | Rabobank Development Team          |
| 26. | Belgien                | UCI-Weltcup, Heusden-Zolder (U23)                        | CDM  | Niederlande            | Mathieu van der Poel | Niederlande                        |
| 26. | Luxemburg              | Grand Prix GEBA, Differdange                             | C2   | Belgien                | Dave De Cleyn        | Team Thielemans                    |
| 26. | Schweiz                | Internationales Radquer Dagmersellen, Dagmersellen       | C2   | Frankreich             | Francis Mourey       | FDJ.fr                             |
| 27. | Belgien                | bpost bank Trofee – Azencross, Wuustwezel-Loenhout       | C1   | Belgien                | Sven Nys             | Crelan-Euphony                     |
| 27. | Belgien                | bpost bank Trofee – Azencross, Wuustwezel-Loenhout (U23) | CU   | Belgien                | Wout van Aert        | Telenet-Fidea                      |
| 28. | Belgien                | Versluys Cyclocross, Bredene                             | C2   | Tschechien             | Zdeněk Štybar        | Omega Pharma-Quick Step            |
| 29. | Belgien                | Superprestige Diegem, Diegem                             | C1   | Belgien                | Sven Nys             | Crelan-Euphony                     |
| 29. | Belgien                | Superprestige Diegem, Diegem (U23)                       | CU   | Niederlande            | Mathieu van der Poel | Enertherm-BKCP                     |
| 29. | Frankreich             | Challenge National 3ème Epreuve, Flamanville             | C2   | Frankreich             | Francis Mourey       | FDJ.fr                             |
| 29. | Frankreich             | Challenge National 3ème Epreuve, Flamanville (U23)       | CU   | Frankreich             | Clément Venturini    | Vulco-VC Vaulx-en-Velin            |

### Januar
|     |                        | Rennen                                                   | Kat. |                        | Sieger                | Team                                           |
| --- | ---------------------- | -------------------------------------------------------- | ---- | ---------------------- | --------------------- | ---------------------------------------------- |
| 1.  | Belgien                | bpost bank Trofee – Grote Prijs Sven Nys                 | C1   | Belgien                | Sven Nys              | Crélan-AA Drink Team                           |
| 1.  | Belgien                | bpost bank Trofee – Grote Prijs Sven Nys (U23)           | CU   | Belgien                | Wout van Aert         | Telenet-Fidea                                  |
| 1.  | Luxemburg              | Grand Prix Hotel Threeland, Pétange                      | C2   | Deutschland            | Sascha Weber          | Veranclassic-Doltcini                          |
| 2.  | Niederlande            | Internationale Centrumcross van Surhuisterveen           | C2   | Niederlande            | Lars van der Haar     | Rabobank Development Team                      |
| 5.  | Italien                | UCI-Weltcup, Rom                                         | CDM  | Belgien                | Niels Albert          | BKCP-Powerplus                                 |
| 5.  | Italien                | UCI-Weltcup, Rom (U23)                                   | CDM  | Niederlande            | Mathieu van der Poel  | Niederlande                                    |
| 5.  | Vereinigtes Konigreich | National Trophy Series Round 6, Shrewsbury               | C2   | Belgien                | Yorben Van Tichelt    | Sunweb-Napoleon Games Cycling Team             |
| 5.  | Vereinigte Staaten     | Kingsport Cyclocross Cup, Kingsport                      | C2   | Vereinigte Staaten     | Zach McDonald         | Rapha-Focus                                    |
| 11. | Deutschland            | Deutsche Meisterschaft, Döhlau (U23)                     | CN   | Deutschland            | Felix Drumm           | Radsport Rhein-Neckar                          |
| 11. | Frankreich             | Französische Meisterschaft, Lignières (U23)              | CN   | Frankreich             | Clément Venturini     | Cofidis, Solutions Crédits                     |
| 11. | Spanien                | Spanische Meisterschaft, Segorbe (U23)                   | CN   | Spanien                | Jonathan Lastra       | Grupo Hirumet                                  |
| 11. | Tschechien             | Tschechische Meisterschaft, Loštice                      | CN   | Tschechien             | Martin Bína           | Kwadro-Stannah                                 |
| 11. | Ungarn                 | Ungarische Meisterschaft, Békéscsaba                     | CN   | Ungarn                 | Gábor Fejes           | Dr. Bátorfi AKTK                               |
| 11. | Ungarn                 | Ungarische Meisterschaft, Békéscsaba (U23)               | CN   | Ungarn                 | Balázs Rózsa          | KSI-Csepel SE                                  |
| 11. | Vereinigte Staaten     | US-amerikanische Meisterschaft, Boulder (U23)            | CN   | Vereinigte Staaten     | Logan Owen            | California Giant Cycling                       |
| 12. | Belgien                | Belgische Meisterschaft, Waregem                         | CN   | Belgien                | Sven Nys              | Crélan-AA Drink Team                           |
| 12. | Belgien                | Belgische Meisterschaft, Waregem (U23)                   | CN   | Belgien                | Jens Adams            | Vastgoedservice-Golden Palace Continental Team |
| 12. | Vereinigtes Konigreich | Britische Meisterschaft, Derby                           | CN   | Vereinigtes Konigreich | Ian Field             | Hargroves Cycles                               |
| 12. | Vereinigtes Konigreich | Britische Meisterschaft, Derby (U23)                     | CN   | Vereinigtes Konigreich | Grant Ferguson        | Superior Brentjens                             |
| 12. | Danemark               | Dänische Meisterschaft, Sorø                             | CN   | Danemark               | Jonas Pedersen        | HMTBK                                          |
| 12. | Deutschland            | Deutsche Meisterschaft, Döhlau                           | CN   | Deutschland            | Philipp Walsleben     | BKCP-Powerplus                                 |
| 12. | Frankreich             | Französische Meisterschaft, Lignières                    | CN   | Frankreich             | Francis Mourey        | FDJ.fr                                         |
| 12. | Irland                 | Irische Meisterschaft, Belfast                           | CN   | Irland                 | Roger Aiken           |                                                |
| 12. | Irland                 | Irische Meisterschaft, Belfast (U23)                     | CN   | Irland                 | Matthew Adair         |                                                |
| 12. | Italien                | Italienische Meisterschaft, Orvieto                      | CN   | Italien                | Marco Aurelio Fontana | Cannondale Factory Racing                      |
| 12. | Italien                | Italienische Meisterschaft, Orvieto (U23)                | CN   | Italien                | Gioele Bertolini      |                                                |
| 12. | Kroatien               | Kroatische Meisterschaft, Sveta Nedelja                  | CN   | Kroatien               | Bruno Radotić         |                                                |
| 12. | Luxemburg              | Luxemburgische Meisterschaft, Cessange                   | CN   | Luxemburg              | Christian Helmig      | Differdange-Losch                              |
| 12. | Luxemburg              | Luxemburgische Meisterschaft, Cessange (U23)             | CN   | Luxemburg              | Massimo Morabito      | Leopard Development Team                       |
| 12. | Niederlande            | Niederländische Meisterschaft, Gieten                    | CN   | Niederlande            | Lars van der Haar     | Rabobank Development Team                      |
| 12. | Niederlande            | Niederländische Meisterschaft, Gieten (U23)              | CN   | Niederlande            | Mathieu van der Poel  | BKCP-Powerplus                                 |
| 12. | Osterreich             | Österreichische Meisterschaft, Wien                      | CN   | Osterreich             | Daniel Geismayr       | Team Centurion Vaude                           |
| 12. | Polen                  | Polnische Meisterschaft, Bieganow                        | CN   | Polen                  | Marek Konwa           |                                                |
| 12. | Polen                  | Polnische Meisterschaft, Bieganow (U23)                  | CN   | Polen                  | Patryk Stosz          |                                                |
| 12. | Portugal               | Portugiesische Meisterschaft, Benedita                   | CN   | Portugal               | Vítor Santos          |                                                |
| 12. | Portugal               | Portugiesische Meisterschaft, Benedita (U23)             | CN   | Portugal               | Fábio Ribeiro         |                                                |
| 12. | Schweiz                | Schweizer Meisterschaft, Bussnang                        | CN   | Schweiz                | Lukas Flückiger       | BMC MTB Racing                                 |
| 12. | Schweiz                | Schweizer Meisterschaft, Bussnang (U23)                  | CN   | Schweiz                | Lars Forster          | Tower Sport VC Eschenbach                      |
| 12. | Spanien                | Spanische Meisterschaft, Segorbe                         | CN   | Spanien                | Javier Ruiz           | MMR-Spiuk                                      |
| 12. | Vereinigte Staaten     | US-amerikanische Meisterschaft, Boulder                  | CN   | Vereinigte Staaten     | Jeremy Powers         | Rapha-Focus                                    |
| 13. | Belgien                | Cyclocross Otegem                                        | C2   | Belgien                | Wout van Aert         | Telenet-Fidea                                  |
| 18. | Italien                | Gran Premio Mamma e Papa Guerciotti, Mailand             | C2   | Belgien                | Jens Vandekinderen    | Telenet-Fidea                                  |
| 18. | Belgien                | Kasteelcross Zonnebeke, Zonnebeke                        | C2   | Belgien                | Sven Nys              | Crélan-AA Drink Team                           |
| 18. | Niederlande            | Internationale Cyclocross Rucphen, Rucphen               | C2   | Deutschland            | Philipp Walsleben     | BKCP-Powerplus                                 |
| 19. | Belgien                | Soudal Cyclocross, Leuven                                | C1   | Belgien                | Sven Nys              | Crélan-AA Drink Team                           |
| 19. | Luxemburg              | Grand Prix Möbel Alvisse, Leudelange                     | C2   | Belgien                | Laurens Sweeck        | Kwadro-Stannah                                 |
| 19. | Frankreich             | Cyclocross International du Mingant Lanarvily, Lanarvily | C2   | Frankreich             | Francis Mourey        | FDJ.fr                                         |
| 26. | Frankreich             | UCI-Weltcup, Nommay                                      | CDM  | Belgien                | Tom Meeusen           | Telenet-Fidea                                  |
| 26. | Frankreich             | UCI-Weltcup, Nommay (U23)                                | CDM  | Belgien                | Wout van Aert         | Belgien                                        |
| 26. | Spanien                | Ispasterko Udala Sari Nagusia                            | C2   | Belgien                | Jim Aernouts          | Sunweb-Napoleon Games Cycling Team             |

### Februar
|     |             | Rennen                                                     | Kat. |             | Sieger               | Team                               |
| --- | ----------- | ---------------------------------------------------------- | ---- | ----------- | -------------------- | ---------------------------------- |
| 2.  | Niederlande | Cyclocross-Weltmeisterschaften, Hoogerheide                | CM   | Tschechien  | Zdeněk Štybar        | Tschechien                         |
| 2.  | Niederlande | Cyclocross-Weltmeisterschaften, Hoogerheide (U23)          | CM   | Belgien     | Wout van Aert        | Belgien                            |
| 5.  | Belgien     | Parkcross Maldegem, Maldegem                               | C2   | Belgien     | Sven Nys             | Crélan-AA Drink Team               |
| 8.  | Belgien     | bpost bank Trofee – Krawatencross, Lille                   | C1   | Belgien     | Sven Nys             | Crélan-AA Drink Team               |
| 8.  | Belgien     | bpost bank Trofee – Krawatencross, Lille (U23)             | CU   | Belgien     | Wout van Aert        | Telenet-Fidea                      |
| 9.  | Belgien     | Superprestige Hoogstraten, Hoogstraten                     | C1   | Belgien     | Sven Nys             | Crélan-AA Drink Team               |
| 9.  | Belgien     | Superprestige Hoogstraten, Hoogstraten (U23)               | CU   | Belgien     | Wout van Aert        | Telenet-Fidea                      |
| 15. | Belgien     | Superprestige Noordzeecross Middelkerke, Middelkerke       | C1   | Belgien     | Tom Meeusen          | Telenet-Fidea                      |
| 15. | Belgien     | Superprestige Noordzeecross Middelkerke, Middelkerke (U23) | CU   | Belgien     | Wout van Aert        | Telenet-Fidea                      |
| 16. | Niederlande | Internationale Cyclocross Heerlen, Heerlen                 | C1   | Niederlande | Mathieu van der Poel | BKCP-Powerplus                     |
| 16. | Belgien     | Grote Prijs Stad Eeklo, Eeklo                              | C2   | Belgien     | Tom Meeusen          | Telenet-Fidea                      |
| 23. | Belgien     | bpost bank Trofee – Internationale Sluitingsprijs          | C1   | Belgien     | Niels Albert         | BKCP-Powerplus                     |
| 23. | Belgien     | bpost bank Trofee – Internationale Sluitingsprijs (U23)    | CU   | Belgien     | Yorben Van Tichelt   | Sunweb-Napoleon Games Cycling Team |

## Meiste Siege
|    | Name                 | Siege | Team                           | CDM/CM | C1 | C2/CN | CDM/CM/CC(U23) | CU/CN (U23) |
| -- | -------------------- | ----- | ------------------------------ | ------ | -- | ----- | -------------- | ----------- |
| 1  | Sven Nys             | 16    | Crélan-AA Drink                | -      | 12 | 4     | -              | -           |
| 2  | Jeremy Powers        | 13    | Rapha-Focus                    | -      | 1  | 12    | -              | -           |
| 3  | Francis Mourey       | 12    | FDJ.fr                         | 1      | 1  | 10    | -              | -           |
| 4  | Mathieu van der Poel | 12    | BKCP-Powerplus                 | -      | 1  | -     | 4              | 7           |
| 5  | Wout van Aert        | 12    | Telenet-Fidea                  | -      | -  | 1     | 4              | 7           |
| 6  | Niels Albert         | 9     | BKCP-Powerplus                 | 2      | 4  | 3     | -              | -           |
| 7  | Timothy Johnson      | 7     | Cannondale-Cyclocrossworld.com | -      | 3  | 4     | -              | -           |
| 8  | Lars van der Haar    | 6     | Rabobank Development Team      | 3      | -  | 3     | -              | -           |
| 9  | Tom Meeusen          | 5     | Telenet-Fidea                  | 1      | 2  | 2     | -              | -           |
| 10 | Clément Venturini    | 5     | Cofidis, Solutions Crédits     | -      | -  | 1     | -              | 4           |

### Nationen
|   | Name                   | Siege | CDM/CM | C1 | C2 | CDM/CM/CC (U23) | CU (U23) |
| - | ---------------------- | ----- | ------ | -- | -- | --------------- | -------- |
| 1 | Belgien                | 59    | 3      | 21 | 20 | 5               | 10       |
| 2 | Vereinigte Staaten     | 34    | -      | 5  | 29 | -               | -        |
| 3 | Niederlande            | 18    | 3      | 1  | 3  | 4               | 7        |
| 4 | Frankreich             | 15    | 1      | 1  | 10 | -               | 3        |
| 5 | Tschechien             | 10    | 1      | 1  | 8  | -               | -        |
| 6 | Deutschland            | 5     | -      | 1  | 4  | -               | -        |
| 7 | Vereinigtes Königreich | 5     | -      | -  | 5  | -               | -        |
| 8 | Japan                  | 5     | -      | -  | 3  | -               | 2        |
| 9 | Kanada                 | 4     | -      | -  | 4  | -               | -        |
|   | Spanien                | 4     | -      | -  | 4  | -               | -        |

### Teams
|    | Team                               | Siege | CDM/CM | C1 | C2/NC | CDM/CM/CC (U23) | CU/NC (U23) |
| -- | ---------------------------------- | ----- | ------ | -- | ----- | --------------- | ----------- |
| 1  | Telenet-Fidea                      | 16    | 1      | 2  | 5     | -               | 8           |
| 2  | Crélan-AA Drink                    | 16    | -      | 12 | 4     | -               | -           |
| 3  | BKCP-Powerplus                     | 14    | 2      | 6  | 5     | -               | 1           |
| 4  | Rapha-Focus                        | 14    | -      | 1  | 13    | -               | -           |
| 5  | FDJ.fr                             | 12    | 1      | 1  | 10    | -               | -           |
| 6  | Cannondale-Cyclocrossworld.com     | 11    | -      | 4  | 7     | -               | -           |
| 7  | Rabobank Development Team          | 7     | 3      | -  | 3     | -               | 1           |
| 8  | Sunweb-Napoleon Games Cycling Team | 7     | -      | 3  | 3     | -               | 1           |
| 9  | Enertherm-BKCP                     | 6     | -      | -  | -     | -               | 6           |
| 10 | ČEZ Cyklo Team Tábor               | 5     | -      | 1  | 4     | -               | -           |